# Superliga polska w piłce ręcznej kobiet (2017/2018)
Sezon 2017/2018 w Superlidze polskiej w piłce ręcznej kobiet rozpoczął się 5 września 2017, a zakończy 19 maja 2018. Mistrzostwa Polski broni GTPR Gdynia.
Sezon Superligi zainaugurowało rozegrane 5 września 2017 spotkanie pomiędzy Zagłębiem Lubin a UKS-em PCM Kościerzyną (43:17). Po pierwszej rundzie, która zakończyła się 18 listopada 2017, na pierwszym miejscu w tabeli znajdował się MKS Lublin (30 punktów), który wyprzedzał Zagłębie Lubin (29 punktów). W meczu pomiędzy tymi zespołami, rozegranym w Lublinie 18 listopada 2017 w 11. rundzie, lepszy o jedną bramkę był MKS Lublin (19:18). Po pierwszej rundzie na dwóch ostatnich pozycjach były UKS PCM Kościerzyna i Korona Handball (po 3 punkty). Druga runda rozpoczęła się w pierwszy weekend stycznia 2018.
Prawa do transmisji meczów Superligi wykupiła Telewizja Polska.

## Uczestnicy
Skład ligi zatwierdził na posiedzeniu 20 lipca 2017 Związek Piłki Ręcznej w Polsce. Do rozgrywek w sezonie 2017/2018 przystąpiło 12 drużyn:
- AZS Koszalin
- GTPR Gdynia (mistrz Polski w sezonie 2016/2017)
- Korona Handball (beniaminek)
- KPR Jelenia Góra
- KPR Kobierzyce
- MKS Lublin
- Piotrcovia Piotrków Trybunalski
- Pogoń Szczecin
- Ruch Chorzów (beniaminek)
- Start Elbląg
- UKS PCM Kościerzyna
- Zagłębie Lubin

Ruch Chorzów awansował do Superligi po wygranym dwumeczu barażowym z KPR-em Jelenia Góra (28:24; 23:26) w maju 2017.
Z rozgrywek wycofał się AZS-AWFiS Gdańsk (powodem było odejście głównego sponsora), który w sezonie 2016/2017 zajął w lidze 7. pozycję. Jego miejsce zajął spadkowicz KPR Jelenia Góra.
Opłata za udział w rozgrywkach Superligi w sezonie 2017/2018 wynosiła 38 tys. zł.

## Zasady rozgrywek
Rozgrywki prowadzone są w systemie czterorundowym. Zgodnie z regulaminem rozgrywek: „W I i II rundzie drużyny rozgrywają spotkania każdy z każdym, mecz i rewanż – razem 22 spotkania. Następnie drużyny zostaną podzielone na grupy grające o miejsca 1–6 i 7–12, które w rundach III i IV rozgrywają mecz i rewanż – razem 10 spotkań”.
W meczach kończących się w podstawowym czasie gry remisem, przeprowadza się serię rzutów karnych w celu wyłonienia zwycięzcy (dogrywka nie jest rozgrywana). Seria rzutów karnych nie jest liczona do statystyk.
Obowiązująca punktacja:
- 3 pkt. – za zwycięstwo w regulaminowym czasie gry
- 2 pkt. – za zwycięstwo po serii rzutów karnych
- 1 pkt. – za porażkę po serii rzutów karnych
- 0 pkt. – za porażkę w regulaminowym czasie gry

Drużyny, które zakończą rozgrywki Superligi w sezonie 2017/2018 na miejscach 11. i 12., przystąpią do gry w turnieju barażowym u udział w Superlidze w sezonie 2018/2019, w którym wezmą również udział zwycięzcy obu grup I ligi w sezonie 2017/2018.
W barwach klubu w poszczególnych meczach mogą występować maksymalnie trzy zawodniczki zagraniczne. Limit ten nie dotyczy szczypiornistek posiadającyh obywatelstwo państw Unii Europejskiej i EFTA oraz państw, które podpisały traktat akcesyjny o przystąpieniu do UE. W rozgrywkach Superligi nie mogą uczestniczyć młodziczki.

## Rozgrywki

### Tabela – I i II runda

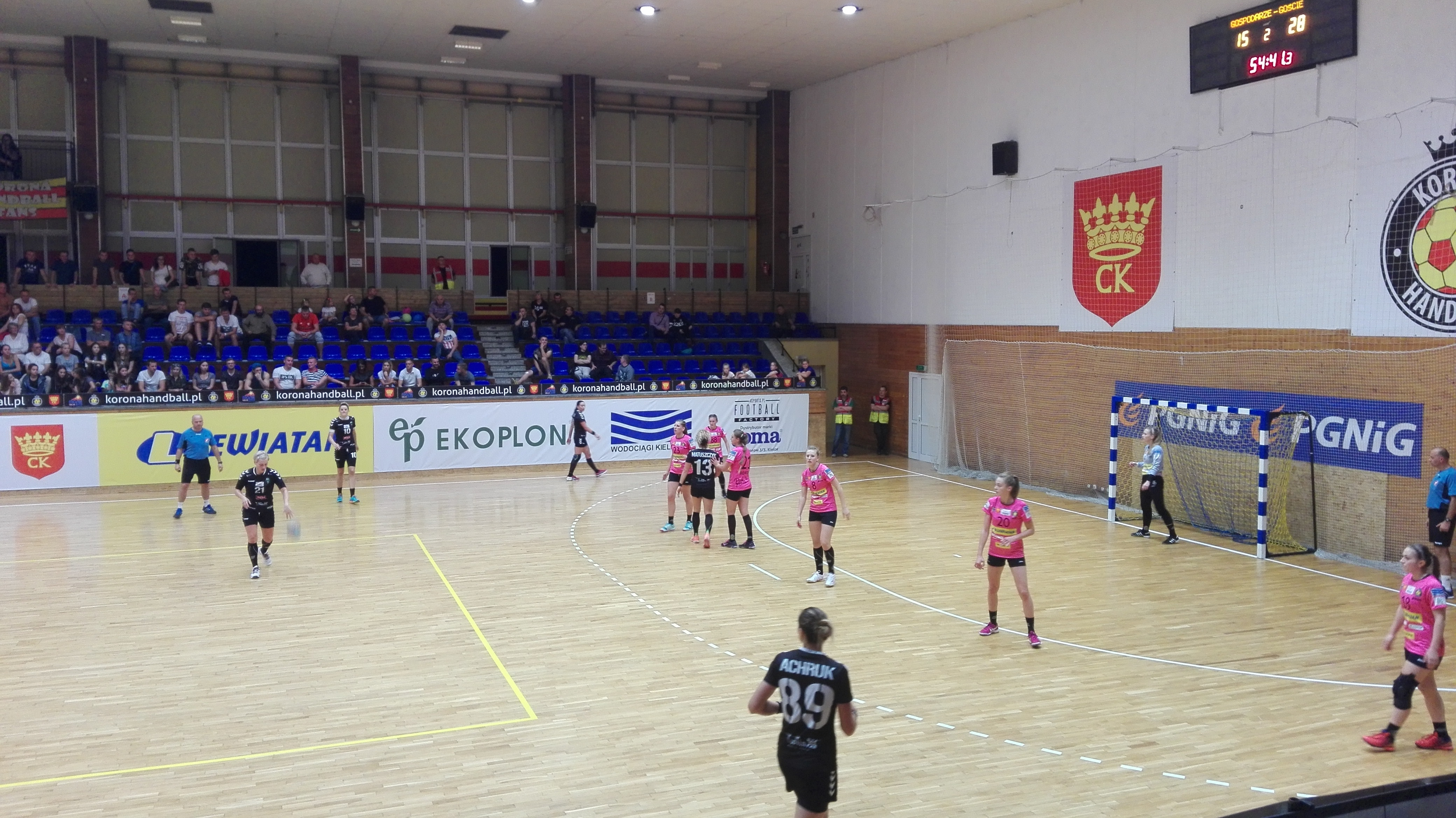
1. kolejka Superligi: Korona Handball – MKS Lublin (16:30), 9 września 2017; z piłką Walancina Niesciaruk

| Lp.                        | Klub                            | M  | Mecze | Mecze | Mecze | Mecze | Bramki | Bramki | Bramki | Punkty |
| Lp.                        | Klub                            | M  | Z3    | P0    | Z2    | P1    | +      | –      | +/−    | Punkty |
| -------------------------- | ------------------------------- | -- | ----- | ----- | ----- | ----- | ------ | ------ | ------ | ------ |
| 1.                         | MKS Lublin                      | 22 | 20    | 1     | 0     | 1     | 707    | 465    | +242   | 61     |
| 2.                         | Zagłębie Lubin                  | 22 | 16    | 4     | 2     | 0     | 630    | 493    | +137   | 52     |
| 3.                         | Start Elbląg                    | 22 | 16    | 5     | 1     | 0     | 646    | 560    | +86    | 50     |
| 4.                         | AZS Koszalin                    | 22 | 15    | 5     | 0     | 2     | 603    | 534    | +69    | 47     |
| 5.                         | GTPR Gdynia                     | 22 | 15    | 7     | 0     | 0     | 613    | 532    | +81    | 45     |
| 6.                         | Pogoń Szczecin                  | 22 | 12    | 7     | 2     | 1     | 632    | 573    | +59    | 41     |
| 7.                         | KPR Kobierzyce                  | 22 | 11    | 11    | 0     | 0     | 556    | 543    | +13    | 33     |
| 8.                         | Piotrcovia Piotrków Trybunalski | 22 | 7     | 15    | 0     | 0     | 587    | 649    | –62    | 21     |
| 9.                         | KPR Jelenia Góra                | 22 | 4     | 16    | 1     | 1     | 527    | 682    | –155   | 15     |
| 10.                        | Korona Handball                 | 22 | 4     | 18    | 0     | 0     | 567    | 691    | –124   | 12     |
| 11.                        | Ruch Chorzów                    | 22 | 3     | 18    | 0     | 1     | 547    | 695    | –148   | 10     |
| 12.                        | UKS PCM Kościerzyna             | 22 | 2     | 18    | 1     | 1     | 564    | 762    | –198   | 9      |
| Źródło: tabela zasadnicza. |                                 |    |       |       |       |       |        |        |        |        |

### Wyniki – I i II runda
| Gospodarz/Gość             | Koszalin | Gdynia | Kielce | Jelenia Góra | Kobierzyce | Lublin | Piotrków | Szczecin | Chorzów | Elbląg | Kościerzyna | Lubin |
| -------------------------- | -------- | ------ | ------ | ------------ | ---------- | ------ | -------- | -------- | ------- | ------ | ----------- | ----- |
| AZS Koszalin               | –        | 26:25  | 40:29  | 29:21        | 30:26      | 20:28  | 32:26    | 27:27    | 32:23   | 19:26  | 37:30       | 24:26 |
| GTPR Gdynia                | 18:19    | –      | 28:21  | 35:24        | 22:26      | 22:25  | 28:24    | 23:22    | 34:21   | 26:25  | 34:21       | 21:20 |
| Korona Handball            | 22:24    | 31:39  | –      | 26:29        | 26:27      | 16:30  | 30:28    | 24:25    | 35:33   | 22:39  | 31:24       | 16:23 |
| KPR Jelenia Góra           | 20:26    | 25:33  | 29:25  | –            | 20:28      | 19:45  | 21:32    | 26:30    | 29:32   | 25:26  | 34:34       | 13:31 |
| KPR Kobierzyce             | 21:26    | 19:31  | 30:18  | 19:20        | –          | 20:21  | 29:24    | 25:26    | 23:16   | 19:22  | 37:25       | 24:26 |
| MKS Lublin                 | 31:24    | 28:25  | 41:22  | 35:22        | 32:19      | –      | 30:21    | 25:21    | 43:21   | 34:22  | 46:25       | 19:18 |
| Piotrcovia                 | 24:30    | 25:23  | 32:28  | 27:25        | 26:29      | 25:36  | –        | 26:28    | 32:22   | 23:37  | 28:25       | 20:29 |
| Pogoń Szczecin             | 27:25    | 25:32  | 37:26  | 40:26        | 28:23      | 15:29  | 41:28    | –        | 41:26   | 22:24  | 29:29       | 25:25 |
| Ruch Chorzów               | 18:31    | 22:26  | 30:35  | 28:28        | 24:27      | 20:41  | 33:25    | 20:33    | –       | 29:34  | 37:26       | 22:23 |
| Start Elbląg               | 22:22    | 28:31  | 38:29  | 28:25        | 33:24      | 28:25  | 32:26    | 26:24    | 40:24   | –      | 31:24       | 24:27 |
| UKS PCM Kościerzyna        | 23:36    | 27:36  | 27:23  | 27:31        | 29:36      | 18:41  | 26:34    | 27:38    | 31:24   | 25:37  | –           | 24:39 |
| Zagłębie Lubin             | 21:24    | 28:21  | 38:32  | 46:15        | 18:25      | 22:22  | 35:31    | 31:28    | 26:22   | 35:24  | 43:17       | –     |
| Źródła: I runda, II runda. |          |        |        |              |            |        |          |          |         |        |             |       |

| Legenda                         |
| ------------------------------- |
| Zwycięstwo gospodarza za 3 pkt. |
| Zwycięstwo gościa za 3 pkt.     |
| Zwycięstwo gospodarza za 2 pkt. |
| Zwycięstwo gościa za 2 pkt.     |

Mecze zakończone remisem w regulaminowym czasie gry
- 3. kolejka (16 września 2017): Ruch Chorzów – KPR Jelenia Góra 28:28, k. 3:5[6]
- 4. kolejka (20 września 2017): Pogoń Szczecin – Zagłębie Lubin 25:25, k. 3:5[7]
- 10. kolejka (12 listopada 2017): Start Elbląg – AZS Koszalin 22:22, k. 3:2[8]
- 12. kolejka (7 stycznia 2018): AZS Koszalin – Pogoń Szczecin 27:27, k. 4:5[9]
- 17. kolejka (10 lutego 2018): KPR Jelenia Góra – UKS PCM Kościerzyna 34:34, k. 3:4[10]
- 22. kolejka: (10 marca 2018): Pogoń Szczecin – UKS PCM Kościerzyna 29:29, k. 4:2[11]
- 22. kolejka: (10 marca 2018): Zagłębie Lubin – MKS Lublin 22:22, k. 10:9[12]

## Klasyfikacja strzelczyń
| Lp.                                                     | Zawodniczka         | Klub                | Bramki | Mecze |
| ------------------------------------------------------- | ------------------- | ------------------- | ------ | ----- |
| 1.                                                      | Sylwia Lisewska     | Start Elbląg        | 162    | 21    |
| 2.                                                      | Romana Roszak       | AZS Koszalin        | 145    | 22    |
| 3.                                                      | Dominika Więckowska | Korona Handball     | 137    | 22    |
| 4.                                                      | Aleksandra Zych     | GTPR Gdynia         | 135    | 22    |
| 5.                                                      | Magdalena Drażyk    | Ruch Chorzów        | 116    | 22    |
| 6.                                                      | Anna Mączka         | KPR Kobierzyce      | 115    | 22    |
| 7.                                                      | Malwina Hartman     | UKS PCM Kościerzyna | 114    | 22    |
| 8.                                                      | Dagmara Nocuń       | MKS Lublin          | 113    | 22    |
| 8.                                                      | Aleksandra Tomczyk  | KPR Jelenia Góra    | 113    | 22    |
| 10.                                                     | Małgorzata Rola     | MKS Lublin          | 100    | 22    |
| Źródło: Klasyfikacja strzelczyń. Stan na 10 marca 2018. |                     |                     |        |       |